# Тяньтай
Тяньтай (кит. 天台宗) — одна из школ китайского буддизма, позднее перенесённая в Японию как школа Тэндай, где эта школа получила развитие и обрела большую популярность. Школа называется также «лотосовой школой» из-за высокого почитания Лотосовой сутры. Школу основал монах Чжии (кит. 智顗, 538—597) в эпоху Суй.

## История
Школа Тяньтай относится к Махаяне, название школы произошло от горы Тяньтай в современной провинции Чжэцзян. Основная линия передачи школы ведётся от Нагарджуны и китайских монахов Хуйвэня и Хуэйсы — учителей Чжии, современные учёные придерживаются мнения. что основателем школы был именно Чжии . Получили распространение комментарии шестого патриарха Тяньтай на сочинения Чжии.
Традиция выделяет восемь патриархов школы Тяньтай - 
- (Нагарджуна -кит. 龍樹),

1. Хуэйвэнь (кит. 慧文),
2. Хуэйсы (кит. 慧思, 515-577 ?),
3. Чжии (кит. 智顗, 538-597),
4. Гуаньдин (кит. 灌頂, 561-632),
5. Чживэй (кит. 智威 , ? -680),
6. Хуэйвэй (кит. 慧威),
7. Сюаньлан (кит. 玄朗, 673-754),
8. Чжаньжань (кит. 湛然, 711-782),

В то время в Китае скопилось немало разрозненных буддийских сочинений, принесённых китайскими паломниками. Сочинения не были упорядочены, многих ключевых книг не хватало, и нередко между различными книгами возникали противоречия. Появление школы Тяньтай привело к упорядочению китайского буддизма. В этой школе собраны воедино и увязаны в единую систему воедино разные воззрения буддистов того времени.
Чжии провёл классификацию агам и сутр Махаяны по пяти периодам, выделив восемь типов учения. Он оперировал также понятием упая — искусных приёмов для объяснения буддийских истин начинающим. В его системе Лотосовая сутра занимала высшее положение, увязывая всё в единую систему.
Появление школы Тяньтай привело к тому, что китайский буддизм нашёл новую опору. Ранее буддизм опирался только на индийских учителей и индийские учения. Теперь появилась китайская система анализа, оригинальные китайские авторы и китайские направления развития.
Хотя школа в IX веке ещё была достаточно активна и подготовила нескольких японских монахов (см. Сайтё, Эннин, Энтин), во время династии Юань (династия) школа теряет значение и исчезает в Китае, переместившись в Корею и Японию.

## Учение
Философия школы базируется на учении махаяны о «пустоте», объединяя индийскую философию мадхьямики c китайским учением о татхагатагарбхе. Учение комбинирует теории и практики многих школ.
Вот краткое описание учения школы  в соответствии с E.A. Торчинов Введение в буддологию:
Будда Шакьямуни после обретения пробуждения пребывал в самадхи «морского отражения», где он увидел весь мир как абсолютное единство бесконечного Ума. Своё видение Будда изложил в «Аватамсака-сутре», а потом в виде «Лотосовой сутры». Перед окончательным уходом в нирвану Будда проповедовал также «Махапаринирвана-сутру», которая в школе тяньтай считается подтверждением высшей истинности «Лотосовой сутры».
«Аватамсака-сутра», как считает школа тяньтай, доступна людям только с развитым интеллектом, тогда как «Лотосовая сутра» доступна и понятна как людям образованным, так и простым.
Две важнейшие идеи тяньтай — доктрина «в одном акте сознания — три тысячи миров» и концепция «единого ума».

### В одном сознании — три тысячи миров
И доктрина «в одном акте сознания — три тысячи миров», и учение о едином Уме тесно связаны с космологическими представлениями буддизма, прежде всего с воззрением, согласно которому каждый тип живых существ и его «местопребывание» могут рассматриваться двояко: как особый уровень развёртывания сознания и как соответствующий ему мир.
Таких миров традиция насчитывает десять. Прежде всего, это шесть миров сансарических существ: миры адов, голодных духов, животных, людей, титанов — асуров и божеств. К этим мирам сансары добавляются ещё четыре мира «благородных личностей» (арья пудгала): мир шраваков, пратьекабудд, бодхисаттв и мир Будды.
Каждый из этих миров присутствует в любом другом мире, миры как бы проникают друг в друга, мир адов присутствует в мире Будды (а значит природе Будды присуще не только добро, но и зло), но также и мир Будды присутствует в адах; умножение десяти на десять даёт сто миров. Каждый мир рассматривается ещё в трёх отношениях, каждое из которых тоже получает статус особого мира:
1. Мир существ (рассмотрение каждого мира в аспекте населяющих его существ);
2. Мир пяти скандх (рассмотрение каждого мира в психологическом аспекте как уровень развёртывания сознания существ)
3. Мир-страна (рассмотрение каждого мира как вместилища живых существ).

Умножение десяти миров на три даёт тридцать миров. Далее следует перемножение уже имевшихся ста миров и полученных тридцати, что и даёт число «три тысячи».

### Единый ум Вечного Будды
Все три тысячи миров не только существуют объективно и содержат сознания живых существ, но они опираются на абсолютный Единый Ум, Ум Будды. Каждый акт этого Ума полагает эти миры целиком и полностью. На этом основана тяньтайская доктрина «Вечного Будды».
В «Лотосовой сутре» Будда говорит, что только глупцы отождествляют его с Сиддхартхой Гаутамой, который обрёл пробуждение под Деревом Бодхи: Будда пробуждён извечно, он никогда не рождается и никогда не умирает. Поэтому Будда есть истинная сущность, подлинная реальность как всей вселенной в целом, так и каждого существа в отдельности, всё наделено изначально просветлённой природой Будды. Этот тезис, хотя и присутствует в доктринах других махаянских школ, тем не менее, занимает столь значимое положение только в тяньтай. Школа утверждает, что природой Будды наделены не только живые существа (сантана, «психические континуумы»), но и вещи, «неживая природа» (асантана, «не-континуумы»); другие же школы считают только живые существа обладателями природы Будды, тогда как «неживая природа» выступает лишь их коррелятом.
Этот своеобразный тяньтайский пантеизм оказал огромное влияние на искусство Дальнего Востока, особенно на поэзию и живопись Китая и Японии, пронизанных переживанием образов природы как многообразных явлений единого Абсолюта.

### Три уровня истины
Ещё один аспект учения школы тяньтай — её теория тройственной истины.
По форме это учение восходит к теории двух истин Нагарджуны, однако, по сути, оно радикально отличается от последней, хотя определённая преемственность идей, конечно, сохраняется.
Первая истина школы тяньтай гласит, что поскольку любое явление причинно обусловлено, оно лишено самобытия и фактически бессущностно, будучи своего рода проявлением той совокупности причин и условий, которые её породили. Эта «истина пустоты» в целом соответствует учению Нагарджуны.
Вторая истина называется истиной о ложном или условной истиной (цзя ди). Она сводится к тому, что все явления лишены истинной сущности, неизменной и постоянной основы и поэтому подобны иллюзорным образам или порождениям фантазии.
Третья истина называется «истиной срединного пути», то есть пути между двумя крайними точками зрения. Она заключается в том, что в действительности все явления наделены одной и той же «дхармовой природой», не рождаются и не гибнут, будучи вечными проявлениями вечного Будды.
По существу, истиной в строгом смысле слова школа тяньтай считает только третью истину, тогда как первые две представляют собой только лишь следствие неполного или неадекватного познания реальности.

### Практика школы тяньтай
Практика школы тяньтай прежде всего раскрывается в трактате «Маха шаматха випашьяна». В этом тексте утверждается, что методы созерцания были унаследованы школой тяньтай благодаря тайной устной передаче двух методов йоги: метода «золотого устного наставления», передаваемого от Будды Шакьямуни, и «метода нынешнего учителя», передаваемого от Нагарджуны.